# Erik Ottesen Rosenkrantz (1427-1503)
 Der er flere personer med dette navn, se Erik Rosenkrantz.
Erik Ottesen (Rosenkrantz) (født ca. 1427, død 7. januar 1503) var en dansk ridder, rigshofmester og storgodsejer.

## Rigshofmesteren – Danmarks mægtigste mand
Erik Ottesen var ud af den jyske adelsslægt Rosenkrantz, men familienavnet "Rosenkrantz" anvendte slægten først efter hans død. Han var søn af rigshofmesteren Otte Nielsen (Rosenkrantz) og Else Holgersdatter Krognos.
Allerede i en ret ung alder fik han ret høje embeder, måske ikke mindst på grund af faderens anseelse i Danmark. Allerede i 1449 nævnes Erik Ottesen første gang. Det er i forbindelse med en række gunstbevisninger han modtog fra Paven. Ved den lejlighed omtales han som ridder. I 1452 er han medlem af rigsrådet og tilmed lensmand på adskillige len, herunder Skanderborg Slot. Og i 1456, antagelig knap 30 år gammel, blev han rigets fornemste verdslige embedsmand, da han afløste Niels Eriksen Gyldenstjerne som rigshofmester. Han skulle beholde denne post helt frem til 1481, hvor han antagelig faldt ved kong Hans' tronbestigelse.

## Udenrigspolitikken
I de 25 år som rigshofmester træffer man Erik Ottesens navn igen og igen. I udenrigspolitikken omtales han allerede 1456 ved forhandlingerne om Borgholms overgivelse. 1457 var han med Christian 1. til Sverige, hvor kongen kronedes til svensk konge i Uppsala. I 1460 medbeseglede Erik privilegierne i Ribe for Slesvig og Holsten. I 1462 og 1469 tog han en virksom del i forhandlinger med Hansestæderne i København. I 1464 ledede han et gesandtskab til Preussen og spillede samme år en rolle ved det møde, hvor ærkebisp Jøns Bengtsson af Uppsala ydmygt bad kong Christian om tilgivelse. 1465 var Erik Ottesen medlem af et dansk gesandtskab, der i Hamborg sluttede en traktat med England, og for sin umage ved denne lejlighed modtog han en særlig takskrivelse fra den engelske konge. Han var til møde med svenskerne i Halmstad 1468 og i Lübeck 1469, var nærværende ved opgøret mellem Christian 1. og hans broder grev Gerhard 1470 (i anledning af den sidstnævntes styrelse af Slesvig og Holsten) og deltog på ny i møderne med de svenske i Kalmar 1472, 1473, 1474 og 1476. I 1477 var han og flere andre i Sachsen for på den senere kong Hans' vegne at bejle til kurfyrst Ernsts datter Christine.

## Rigets indre styrelse
Også i landets indre styrelse spillede Erik Ottesen en fremtrædende rolle. Eksempelvis skal blot anføres, hvorledes kongen 1464 sendte ham til Jylland for at forhandle med jyske stormænd i sager, "som os og vore riger nu synderlig og så stor magt på ligger, som det nogen tid i vore dage gjort haver". Man kan derfor ikke undre sig over, at en mand af hans betydning modtog gentagne beviser på kongens nåde. Således fik han 1457 hals- og håndsret over sine bønder, en begunstigelse, som dengang hørte til sjældenhederne i Danmark. I 1459 fik han tillige med faderen birkeret over Bjørnholm (nuv. Høegholm), ligesom han samme år fik tilladelse til selv at beholde den pengeafgift, som han skulle betale kronen af sine len.
Hvorvidt Erik Ottesen fortsat var rigshofmester efter kongs Hans' tronbestigelse i 1481 er uklart. Han kaldes ved titlen i et brev i 1484, som man under almindelige forhold ville anse for en pålidelig kilde. Men der foreligger næppe andre troværdige vidnesbyrd om, at han har beholdt sit embede efter tronskiftet, og da en anden nævnes som rigshofmester både 1482, 1483 og 1487, skal måske den samme betegnelse for Erik Ottesen i 1484 blot opfattes som et høfligt udtryk. Men uanset dette, så bevarede Erik Ottesen dog sin plads i rigsrådet, hvor han i endte i mange år deltog i behandlingen af statens sager. Således deltog han ved møderne med svenskerne 1482 og 1483. I 1484 var han den mest fremtrædende ved forhandlinger, der førtes i København med Hansestæderne, og i det mindste helt ned til år 1500 kan man træffe ham nævnt ved møder i rigsrådet.

## Godsejeren
Hvad Erik Ottesens private liv angår, er det nedenfor under hans fader anført, hvorledes han sammen med denne var indviklet i stridighederne med Århus' biskop Jens Iversen Lange og med Lave Brock på Gammel Estrup. Allerede temmelig tidlig forekommer Erik som medejer af faderens herregård Bjørnholm (Høegholm), og ligesom Otte Nielsen udkøbte han forskellige parthavere af den. Omtrent fra 1468 synes han at have overtaget gårdens styrelse, og ved faderens død 1477 arvede han dennes del i den. Hans giftermål havde bragt ham forøget velstand, i det hans bryllup 1456 med Sophie Henriksdatter Gyldernstierne, som var datter af Henrik Knudsen Gyldenstjerne og den "hovmodige" Anne Mogensdatter. Fra Anne Munk arvede parret Boller ved Horsens. Endvidere ejede Erik Ottesen Skjern i Middelsom Herred og Møgelkjær. Samlet set har han hørt til sin tids rigeste mænd. Han var forlenet med Skanderborg Slot (formodentlig i perioden 1452-1488) og med byfogediet i Randers (i alt fald 1467-1494); Hassens og Stensmark, der begge havde været forlenet til hans fader, havde han i pant. Yderligere kan nævnes som hans pantelen: Middelsom Herred (der 1495 af Kronen blev overladt til Eriks søn Jørgen, men faldt tilbage til Erik ved sønnens tidlige død 1496), Sønderlyng Herred, Rinds Herred (sidstnævnte blev dog 1497 pantsat til hans svigersøn Predbjørn Clausen Podebusk) og det såkaldte Ranes Gods i Kalø Len (som en anden af hans svigersønner, Jørgen Rud, 1495 fik i pant).

## Privatmanden
At Erik Ottesen har næret historiske interesser, fremgår af et endnu bevaret krønnikehåndskrift, som han har ladet afskrive. Ligesom hans fader var han en from mand, der begunstigede flere klostre med gaver. Navnlig Mariager Kloster fik hans opmærksomhed, og ved klosterkirken her opførte han et kapel, som skulle være hans sidste hvilested. I sin sidste levetid trak han sig tilbage til en bygning i nærheden af klosteret og forblev her til sin død. Bortset fra disse ydre udtryk for fromhed, møder man også træk hos ham, der vidner om en smuk sædelig livsanskuelse, og hele hans personlighed har øjensynlig i en ualmindelig grad været skikket til at indgyde agtelse. I et vidne af Viborg Landsting 1474 hedder det, at han havde tilbudt at stå enhver til rette, som kunne have noget at klage over ham, men at der ingen sådan mødte på Tinget, hvorimod de der forsamlede takkede ham «Ære og godt». Og et eftermæle, som ikke falder i manges Lod, får han i en krønike fra første halvdel af 1500-tallet, hvor han omtales således: "han var ligesom en fader for Danmark; hans mage og lige så vi ikke end i ære, dyd, fromhed og i alle gode vilkår". Han døde 7. januar 1503, efter at han allerede tidligere delvis havde skiftet med sine børn; sin hustru havde han mistet 1487.